# KME3

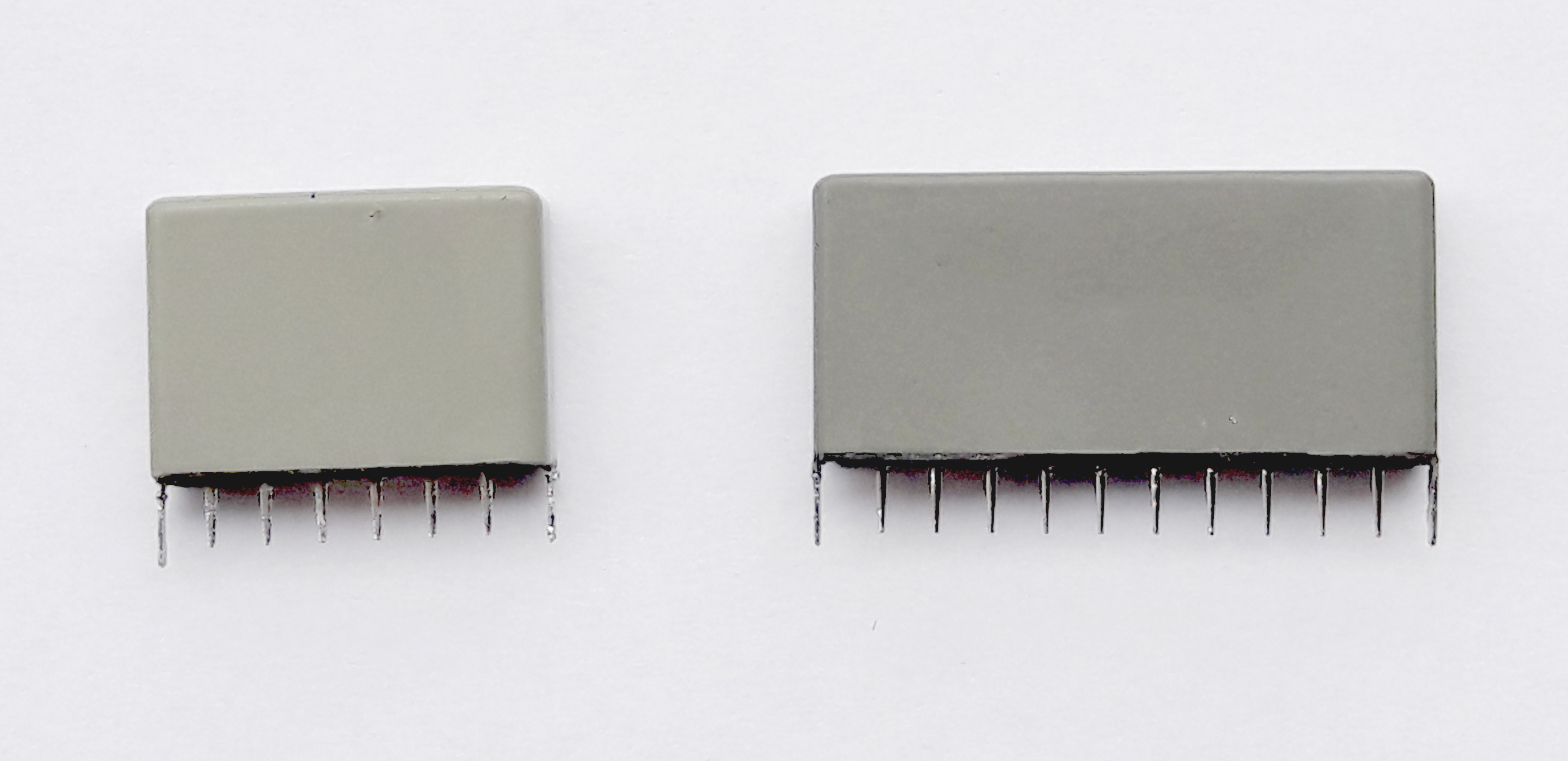
KME3-Bausteine 2336 und 2337

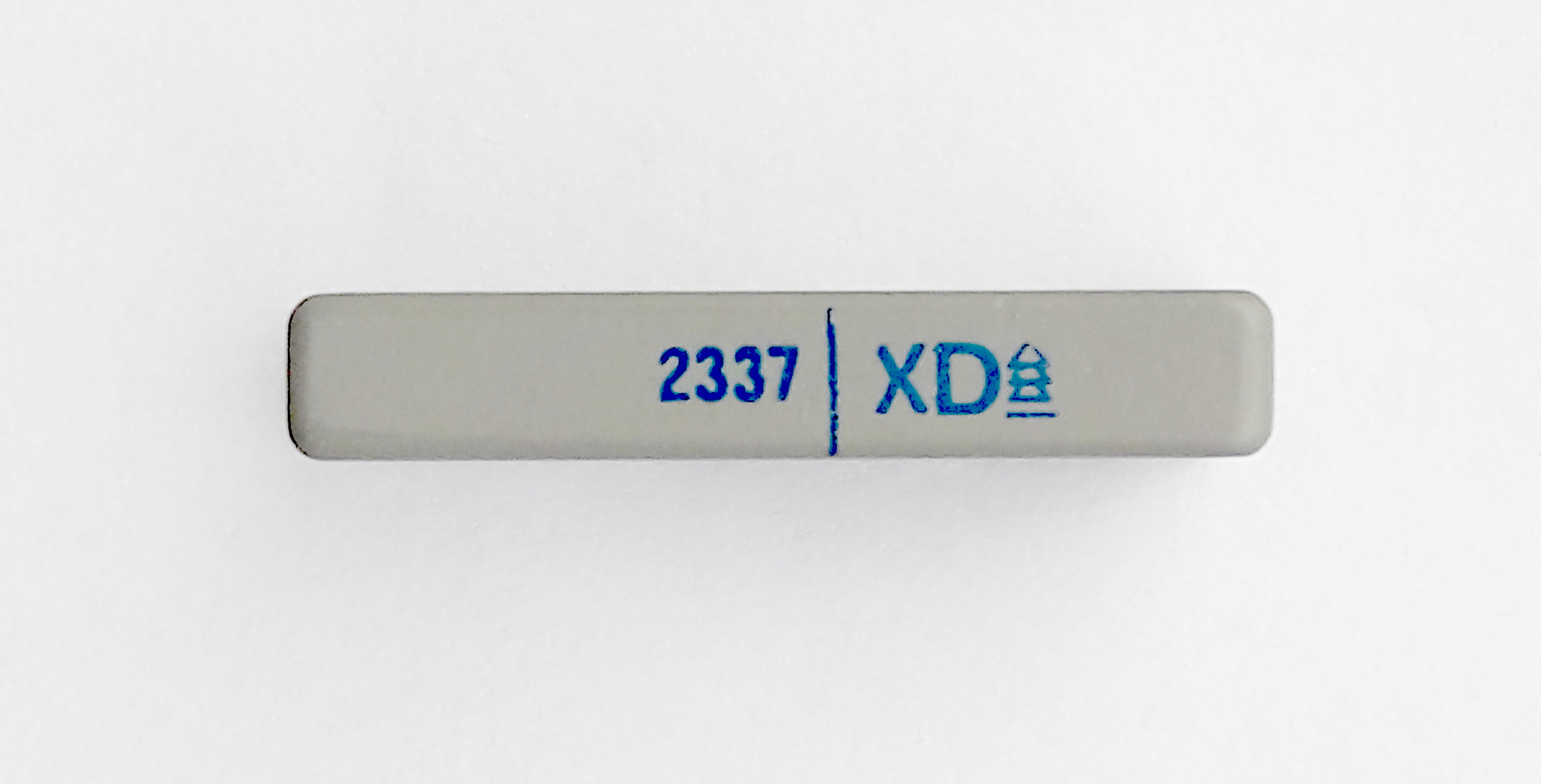
KME3-Baustein 2337 von oben; Breite 27 mm, Dicke 4,5 mm, Höhe ohne Pins 12 mm; hergestellt im Dezember 1989

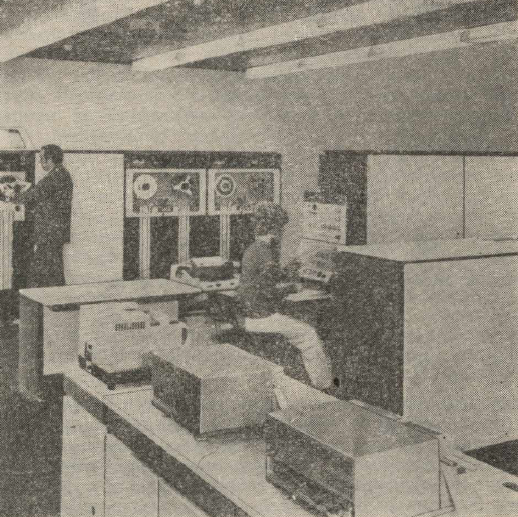
Robotron R21, ein aus KME3-Bausteinen aufgebauter ESER-Rechner

KME3 ist eine Schaltkreisserie (Hybridschaltkreise in Dünnschichttechnik), basierend auf DTL-Schaltungstechnik, die in den 1960er Jahren im VEB Keramische Werke Hermsdorf gebaut wurde.
Es handelte sich hierbei um ein Glassubstrat, auf welchem Widerstände und Leitbahnen als Metallbelag aufgedampft waren. Die Widerstände bekamen anschließend teilweise durch Elektronenstrahl-Gravur eine Mäander-Form zur Erhöhung des Widerstandswertes. Die aktiven Komponenten wie Transistoren und Dioden wurden als Miniplastvarianten aufgelötet. Andere Bauelemente wurden extern angeschlossen. Das Glassubstrat wurde mit Silikonkautschuk in einem Aluminiumbecher vergossen, der zwei Pins für den Masseanschluss besaß.
Die Schaltkreise stellten im Wesentlichen Gatter- und Flipflop-Funktionen bereit, die extern durch Diodenbeschaltung in ihren Eingängen erweitert werden konnten. Es wurden jedoch ebenfalls analoge Bausteine (Verstärkerschaltungen) produziert.
Die Lokomotiven der Baureihe 155 fahren mit einer Steuerung aus diesen Schaltkreisen. Die ferngesprächsfähigen Münzfernsprecher SWFV Mü69 der Deutschen Post der DDR waren ebenfalls damit ausgerüstet. Bei ROBOTRON wurden die KME3 Schaltkreise im R21 und den Steuerschränken zu den Wechselplattenspeichern eingesetzt (etwa um 1972). Die Herstellung für den Ersatzbedarf erfolgte noch am Ende der 1980er Jahre in kleiner Stückzahl (siehe Aufdruck „XD“ auf dem Baustein 2337 im Foto oben).